# Warez

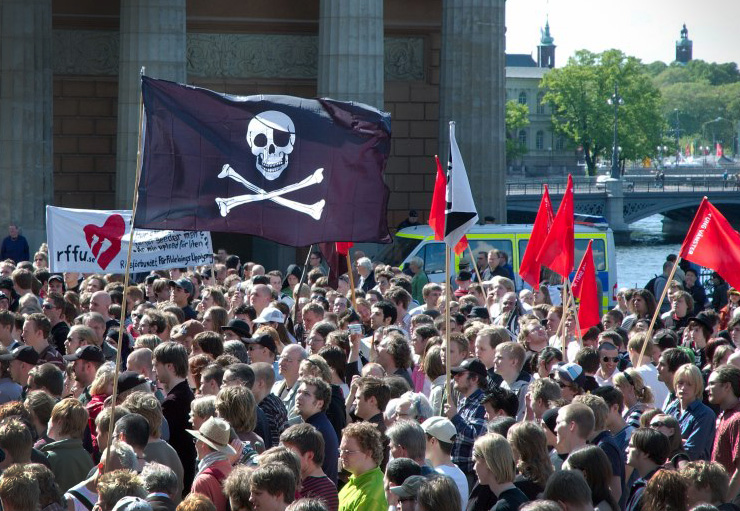
Bandera de la piratería, tomada por Jon Åslund

Warez se refiere principalmente al material bajo copyright distribuido con infracción al derecho de autor. El término es referido generalmente a distribuciones ilegales por grupos o personas, en contraposición a la acción de compartir archivos cliente-a-cliente (P2P) entre amigos o grandes grupos de personas con intereses comunes usando una Darknet (red no oficial). Normalmente no se refiere a la guerra contra el software comercial. Este término fue creado inicialmente por miembros de varios círculos informáticos underground, deriva del término software, pero desde entonces se ha convertido en un término común en la jerga de Internet.[cita requerida]
El término falsificación se usa en este artículo para referirse al "uso no autorizado de la propiedad intelectual", donde "no autorizado" se refiere a la falta de autoridad proporcionada por el poseedor de los derechos de autor y de uso bajo la jurisdicción de la autoridad legal en la que recae dicha jurisdicción.

## Falsificación de productos
Antes de la llegada de ordenadores y software, la falsificación existía y era común, aunque no siempre, orientada a obtener beneficios. Durante la década de 1980s, uno de los más famosos productos falsificados fueron las camisetas Lacoste. Este tipo de productos todavía sigue siendo uno de los productos más falsificados por organizaciones ilegales, grupos habitualmente de países como China, Hong Kong, Taiwán, Tailandia, y Rusia. Estos grupos producen ilegalmente millones de copias falsificadas de ropa, productos electrónicos, microchips, música CDS, VHS y DVD de películas, y aplicaciones de software.
Mientras que la mayoría de las copias de software son producidas en factorías asiáticas, su distribución a menudo empieza en las naciones del primer mundo como los Estados Unidos o Europa Occidental, donde están situados la mayoría de los productores internacionales de software privativo.
Estas copias falsas son regularmente vendidas en las calles de las ciudades a lo largo de Latinoamérica, Asia, el Medio Oriente y Europa Oriental. En algunos continentes estas son revendidas, las cuales pueden tener un coste de varios millones de euros. Mientras la venta de copias piratas es menos común en naciones occidentales, su popularidad está creciendo. En las naciones occidentales, los productos falsos son normalmente vendidos en áreas específicas, como Chinatown en Nueva York y en el suburbano Pacific Mall de Toronto. Mientras que en los países asiáticos los artículos falsos pueden ser vendidos en las tiendas, este método de distribución es extraño en países occidentales y nororientales

### Falsificación de software
Los grupos de crackers de software reparten las tareas entre sus miembros eficientemente. Estos miembros están mayoritariamente en países de primer mundo donde hay disponibles conexiones de alta velocidad a Internet y poderosas computadoras. Los grupos de crackers suelen ser pequeños. Solo unas pocas personas tienen la capacidad de hacer este tipo de trabajos, dado que las capacidades de programación requeridas para la ingeniería inversa y parchar el código puede tomar mucho tiempo.

#### Historia
A principios de 1990s la falsificación de software no era todavía un problema serio. En 1992, la asociación Software Publishers Association empezó una batalla contra la falsificación del software, con su vídeo promocional "Don't Copy That Floppy". Ésta y la Business Software AllianceBSA (BSA) han seguido siendo las organizaciones más activas antifalsificación a nivel mundial, aunque para compensar el gran crecimiento en los últimos años, han conseguido la colaboración de la Recording Industry Association of America (RIAA), la Motion Picture Association of America (MPAA), así como la American Society of Composers, Authors, and Publishers (ASCAP) y Broadcast Music Incorporated (BMI).

#### Tipos
Robo de créditosCuando simplemente toman el software gratuito y dicen que es su trabajo. En el software de código abierto es más fácil eliminar los rastros que pueden identificar al autor original. Después basta agregar su nombre y/o logotipos para pretender que es su trabajo.
Reempaquetado y reventaPara lograr un beneficio del software gratuito, revenden sus trabajos después de haberlos robado al autor original. Un ejemplo de esto es la empresa ”Online PCFIX” que ofrecía un programa llamado “SpyFerret”, revelado que la base de datos de este programa había sido robada de "Spybot Search & Destroy” para ocultar el hecho de que la compañía había copiado la base de datos usó el método del cifrado de datos.
Modificación y reventaHa ocurrido mayoritariamente con programas de código abierto, que permiten ser modificados libremente. Un ejemplo de esto fue el "CherryOS". Sus autores tomaron el código fuente de "PearPC" y lo vendieron como su propia creación. Aunque después el grupo fue descubierto, no aceptaron saberlo. Éste conato contra los principios de la licencia para publicación en general GNU, sobre cuál fue lanzado PearPC.

### Falsificación de películas
La falsificación de películas se consideraba imposible por las grandes compañías cuando las conexiones por vía telefónica eran comunes, las películas tendían a ser pequeñas. Las técnicas normalmente utilizadas eran el uso de programas de compresión y la disminución en la calidad de vídeo.
Sin embargo, con el crecimiento de las conexiones de banda ancha, películas de más calidad empezaron a ser distribuidas, imágenes ISO creadas directamente del DVD original se convertían lentamente en un método eficaz de distribución. Hoy la falsificación de películas es tan común que los estudios de películas están consternados. A causa de esto la MPAA realiza campañas durante los avances del cine donde trata de desmotivar a los jóvenes de copiar material sin permiso. No es como la industria de la música, que tiene tiendas en línea apoyadas por programas como iTunes, la industria del cine se niega a buscar un método alternativo a las distribuciones ilegales.
Aun así, en determinados países, como España la denominada "copia no autorizada de películas para uso personal" no está castigada por la ley, dado que entra dentro del contexto de "copia privada", donde en dichos casos, no es necesario tener el artículo original para poseer una copia.
Eso sí, tan sólo abarca copias realizadas desde DVD originales, por lo que formatos de video comunes en el mundo del warez tales como Telesync. Telecine, CAM...no entrarían dentro de esta ley.

### Warez en TV
Desde la llegada de las señales digitales de televisión a España (TDT) es común encontrar capítulos de series o programas por la red. Estas capturas son realizadas desde las señales SD mayormente e incluso HD algunas veces. Recientemente, debido a los cambios en aumento de calidad, se está empezando a ver contenido de HDTV 720p en Español. La calidad de estas grabaciones (ripeos) depende de la fuente y del grupo que lo libere. Cabe comentar que recientemente también, se está apostando mucho por el encoder x264 encapsulado en MP4 o MKV para estos ripeos.

## Distribución de warez
Grupos organizados operan con reglamentos muy estrictos sobre qué puede ser liberado y en qué formato. Estos grupos también pueden tener sitios privados para propósitos internos como archivar sus propios lanzamientos y transferir material sin modificar entre sus miembros. La comunicación entre un grupo es usualmente manejada a través de canales cifrados, usando servidores de IRC (Internet Relay Chat) con seguridad privada SSL. La comunicación entre un grupo es importante para coordinar sus lanzamientos. Los grupos usualmente se transfieren material usando sitios muy visitados.
La distribución desorganizada consiste, usualmente, en usuarios de computadora promedio, quienes usan algún tipo de conexión p2p para transferir material. Estos usuarios suelen confiar en robots de Usenet, emule, BitTorrent o IRC XDCC para distribuir su material. Típicamente estos nuevos lanzamientos no se distribuyen muy lejos, pero como no hay una manera real para rastrear qué fue lanzado y dónde, esto es difícil de hacer. Los grupos desorganizados muy raramente liberan programas, porque para liberarlos se requiere un programador competente para parchar el programa original. Usualmente estos tipos de lanzamientos son MP3, imágenes clonadas de juegos y películas, aunque a veces basta con cargar un poco más.

## Métodos de distribución
Hay varios métodos de cómo los creadores de Warez pueden distribuir su material. Estos métodos incluyen, pero no están limitados a: Protocolo de transferencia de Hiper Texto (HTTP), protocolo de transferencia de archivos (FTP), protocolo de intercambio de archivos (FXP), BitTorrent (BT), Peer-to-peer (P2P) y Usenet.
La Scene usa mayormente Servidores Seguros FTP.
La escena típica de lanzamiento de Warez es la siguiente:
1. Una pieza nueva y popular de software comercial implantada por la compañía de software.
2. Un grupo de Warez utiliza sus contactos para obtener una copia de pre-lanzamiento, no va a lo de un DVD/CD de la planta, obtenerlo de una tienda antes de lanzamiento o una vez que ya ha sido lanzado.
3. Se revisa que no haya salido antes por otro grupo, en servidores o sitios que hacen "DUPECHECK". Pequeñas diferencias hacen posible que salga el mismo título varias veces por diferentes grupos, principalmente por un tema de idioma, se considera un release distinto uno en español que uno en inglés, o si contiene o no SUBS (subtítulos), o si es PAL o NTSC, o R1 (región 1 o hasta 5 de DVD.

Si es el mismo pero ya es muy antiguo o difícil de conseguir, se saca como "INTERNAL" (INT) que se supone es para distribución privada para el grupo.
1. Es enviado a un cracker/programador/ripper preparado para suprimir la protección anticopia.
2. Es empaquetado en un formato apropiado (usualmente es dividido y comprimido usando el tipo de archivo RAR), y se coloca el nombre adecuado acorde al "TAG" o formato de nombre del grupo en la escena, se modifica el archivo "NFO" (info) en el cual aparece información específica del release, como nombre descripción, número de archivos, tamaño total, ripper, grupo etc), y es subido a un servidor privado de FTP que actúan como un archivo del grupo o a otros servidores FTP que tienen "AFFIL" con el grupo, es decir aceptan sus releases para distribuirlos, estos archivos son guardados en una carpeta privada de cada grupo, invisible a los otros; cuando esta todo arriba se hace el "PRE" (por pre release), el cual mueve el release al área pública del FTP y están disponibles para bajar.
3. Los paquetes son subidos, se sube junto a un archivo SFV (simple file verify) que comprueba la integridad de cada paquete.
4. Después es movido por personas que actúan de mensajeros a muchos servidores ftp que posiblemente sean más pequeños y más lentos alrededor del mundo. Normalmente este trabajo lo hacen los "Couriers". Al salir los releases muchos de ellos están pendientes de esto para moverlos a la mayor cantidad de sitios posibles en el menor tiempo, compitiendo con otros Couriers, esto se llama "RACE" (Racear un Pre). Los "BOTS" (robots) de los Site Channels de cada FTP en IRC anuncian cuando un nuevo release sale.

Los pasos 4,5 Y 6 pueden ser usados para describir todo tipo de Warez, porque el formato de distribución está definido en estándares.
De los grupos, sino es que todos, reclaman por encontrar en redes peer-to-peer sus releases y protestan en contra los usuarios que hacen que su Warez esté disponible en dichas redes (Lame Users o Lamers). Sin embargo la mayor vía de distribución del Warez es dentro de las redes de intercambio de archivos como el Warez Network (Warez P2P) como torrents, FastTrack (KaZaA), Overnet, eDonkey (eMule), la red Gnutella/Gnutella2 (LimeWire, BearShare, Shareaza, iMesh, etc,) y Soulseek. De esta manera el Warez se convierte en disponible al público general.
En el caso de la distribución "Oficial" de la Escena, los protocolos son más rígidos para acceder a los FTP. Esto es para evitar ser "BUSTED" (atrapados) por las fuerzas de orden de las jurisdicciones donde el Warez es ilegal y donde el servidor físicamente reside.

### Formatos de archivos de warez
Un CD puede contener hasta 737 megabytes de datos, que presentan problemas cuando se envían por Internet, particularmente en el año 1990 cuando la conexión no estaba disponible a la mayoría de los clientes de casa. Estos retos se solucionaron y dieron luz al extendimiento del Warez por lanzamientos en DVD, que podían contener hasta 4.7 Gigabytes de datos. También se empezó a cortar en partes y comprimir los lanzamientos para tener piezas separadas y que entren en discos, usando compresores de formato: (Tar, LZH, ACE, UHA, ARJ, zip) y el más conocido RAR. El propósito original de estos "discos" era que cada archivo .RAR pueda caber en un solo Disquete de 1.44 MB 3 1/2. Con el creciente tamaño de los juegos, esto ya no es viable, ya que tendrían que ser utilizados cientos de discos. Ahora la mayoría de los grupos lanzan un título en partes de 15,000,000 bytes (14,3 megabytes), 50,000,000 bytes o (47,7 megabytes) en grandes lanzamientos. Eso es definido como el "Estándar de la Escena".

## Motivaciones y argumentos
Los piratas de software en general tratan de explotar la naturaleza internacional del problema de derechos de autor para evitar la aplicación de la ley en determinados países como pueden ser Países Bajos, Suecia, Rusia, China, y otros...
Un motivo por el cual el warez ha sido acogido como parte natural de la sociedad actual, es el apoyo que brinda a la promoción y aumento del conocimiento ya sea en áreas informáticas o de otra índole.
Aquellos que sostienen esta filosofía no lo hacen con la intención de ir en contra la ley, sino por apoyar al pueblo en el uso del software al que cualquiera debería tener acceso, como el acceso a la cultura y la información que en muchos países son derechos fundamentales de sus ciudadanos.

## Legalidad
Warez es a menudo una forma de violación del copyright, y si las leyes que se pretenden llevar adelante fueran aprobadas, pasaría a constituir un delito o un crimen punible según los casos con cárcel, aunque por ahora estas leyes no tienen otro carácter que el de coercitivo y ejemplificante para la sociedad, pues no han logrado su objetivo de detener las copias de obras con derechos de autor.
Las leyes y su aplicación a las actividades de warez pueden variar mucho de un país a otro. En general, sin embargo, hay cuatro elementos que constituyen o constituirían infracción del derecho de autor: la existencia de un registro de derecho de autor, que se hubiera infringido el derecho de autor, que la infracción fuera premeditada, ya sea con fines de lucro o sustanciales. A menudo, los sitios públicos, tales como páginas que contiene archivos torrent, argumentan no estar violando ley alguna, y en dependencia del territorio donde se encuentren alojados sus servidores esto podría ser realmente así, ya que existen varias jurisdicciones internacionales donde justamente esta actividad no está penada por la ley ni es delito.
Según el país, en algunos casos, podría convertirse en la piratería de software legal y alentado. Como una disputa entre Irán y EE.UU. sobre el ingreso en la OMC, y el posterior bloqueo de Irán en los Estados Miembros, esto ha llevado a Irán a fomentar la piratería de software. Posteriormente, se ha producido un aumento del warez en Irán y de páginas web relacionadas, y como a diferencia de otros países, la ley iraní no prohíbe estos actos que se ven acogidos y apoyados en ese territorio.

## Terminología
Warez, también escrito como W4r3z en el tipo de escritura Leet speak, es una derivación de la forma plural de «software». En inglés, por tanto, debería pronunciarse como la última sílaba de «softwares» (AFI: [ˈwɛərz]), pero a menudo se pronuncia como Juárez (AFI: [ˈwɑːrɛz] en inglés).
La piratería como todas las demás palabras tiene diferentes significados, algunas denotativo, otras connotativo, la aceptación social del uso de la palabra no implica la asociación con el hecho delictivo que la palabra en sí pretende significar. Si bien el término "piratería" se utiliza comúnmente para describir una amplia gama de actividades delictivas e ilegales, el significado en el contexto de este artículo, es hacer uso de la reproducción de trabajo de otro sin autorización.
Algunos grupos, tales como la Free Software Foundation (FSF), se oponen a la utilización de esta y otras palabras como “robo” porque representan un intento partidista de crear un perjuicio que se utiliza para obtener terreno político aunque finalmente lo que intentan lograr con sus leyes es que se equipare con el delito del robo a los que realizan copias:

“Los editores frecuentemente se refieren a la copia prohibida como ‘piratería’. De esta manera no resuelven el asunto del uso de palabras relacionados al delito, pues la piratería como se ha entendido por siglos se ha tratado de un conjunto de delincuentes que atracaban barcos en alta mar, atormentando a su tripulación y robando sus bienes”
FSF

La FSF aboga por el uso de términos como “prohibido copiar” o “copia no autorizada”, o “compartir información con tu vecino es ilegal”.
Por otra parte, muchos autoproclamados “piratas de software” se enorgullecen de la expresión, el pensamiento romántico de Hollywood de la imagen de los piratas y, a veces, en tono de broma hablan en “modo pirata” en sus conversaciones. Aunque el uso de este término es polémico, es aceptada por algunos grupos como los Piratas Con Actitud.
Los sitios de descarga directa [DDL] son lugares donde se presenta el warez para el usuario novato que no sabe como acceder a FTP, IRC o Usenet News. Buscando en el famoso motor de búsqueda Google por warez, se puede encontrar este tipo de páginas, y millones de personas a diario logran a través de ese medio llegar a estas webs dedicadas a ofrecer enlaces de descarga directa. Los archivos descargados en estas páginas pueden contener virus, spyware o troyanos, ante el bajo uso de antivirus esto se ha convertido en un problema para los ordenadores desprotegidos.